# Paul Christoph Hennings
Paul Christoph Hennings (Heide, 27 de noviembre de 1841-Berlín, 14 de octubre de 1908) fue un micólogo, briólogo, algólogo, y botánico alemán. Estudió criptógamas y setas en el jardín botánico. Aunque las circunstancias impidieron inicialmente que él estudiara en esa zona, más tarde regresó a las ciencias naturales y, finalmente, fue elevado a una posición en el herbario más grande en Alemania. Originalmente interesado en todas las plantas, se especializó en los champiñones y se hizo particularmente versado en las especies tropicales enviados desde el extranjero.

## Biografía
Aborigen de [Heide]], se sintió atraído en principio por la historia natural, y como joven atrajo la atención del director Ernst Ferdinand Nolte mientras era voluntario en el Jardín Botánico de la Universidad de Kiel. Luego hubo un interludio por la guerra de los Ducados, durante el cual trabajó en el servicio postal. Ese trabajo, que detestaba, le obligaba a mudarse varias veces hasta que pudo instalarse en 1867 en Hohenwestedt, donde permaneció hasta 1874. Allí comenzó a dar clases en la Escuela Agrícola.
También comenzó a publicar colecciones de exsiccatas, hasta que el sucesor de Nolte, August W. Eichler, lo nombró como asistente. Cuando Eichler fue a trabajar al herbario de la Universidad de Berlín, pronto invitó al joven a unirse a él.
Fue un autodidacta completo, Hennings llegó a convertirse en uno de los micólogos más importantes de su tiempo, y sobre todo un especialista en hongos tropicales, gracias a las innumerables colecciones enviadas a Berlín a partir de las colonias alemanas y de América del Sur. Tuvo dos hijos de su esposa Matilde, casado en 1876, pero perdió uno por enfermedad en 1907.

## Algunas publicaciones
- 1904: Fungi amazonici a. cl. Ernesto Ule collecti: 1, in Hedwigia 43: 154–186

- 1904: Fungi fluminenses a. cl. E. Ule collecti, in Hedwigia 43: 78–95

- 1901. Fungi. En Engler, A. Die von W.Goetze am Rukwa- und Nyassa-see etc. Ges.pflanzen.

- 1901: Fungi Indiae orientalis: 2, in Hedwigia 40: 323–342

- 1900: Fleischige Pilze aus Japan, in Hedwigia 39 (5): 155–157

- 1897: Fungi camerunenses: 2. (incl. Nonnullis aliis africanis), in Englers botanische Jahrbuch 23: 537–558

- 1897: Beiträge zur Pilzflora Südamerikas: 2", in Hedwigia 36: 190–246

- 1896: Beiträge zur Pilzflora Südamerikas: 1, in Hedwigia 35: 207

- 1895: Fungi aethiopici, in Hedwigia 34: 328

- 1893: Fungi africani: 2, in Botanisches Jahrbücher für Systematik, Pflanzengeschichte und Pflanzengeographie, ed. de A. Engler, p. 1–42

- 1893: Fungi Warburgiani, in Hedwigia 32: 216–227

- 1891: Fungi africani: 1, in Botanisches Jahrbücher für Systematik, Pflanzengeschichte und Pflanzengeographie, ed. de A. Engler, p. 337–373

- 1880. Standorts-Verzeichniss der Gefässpflanzen in der Umgebung Kiels: Nachtrag. 25 pp.

## Honores

### Eponimia
Géneros de fungi
- Henningsia Möller, 1895

- Henningsiella Rehm, 1895

- Henningsina Möller, 1901 sin. Phylacia Lév. 1845

- Henningsomyces Kuntze, 1898

- Henningsomyces Sacc. & D.Sacc., 1905, nom. illeg. sin. Dysrhynchis Clem. 1909

- Neohenningsia Koord., 1907 sin. Hydropisphaera Dumort. 1822

Especies de fanerógamas
- (Bromeliaceae) Aechmea henningsiana Wittm.[1]

- (Cyperaceae) Carex henningsiana Boeckeler[2]

- (Loganiaceae) Strychnos henningsii Gilg[3]

- (Malvaceae) Hibiscus henningsianus Gürke[4]

- (Ochnaceae) Schuurmansia henningsii K.Schum.[5]

- (Rubiaceae) Pachystylus henningsianus Warb.[6]

- (Rubiaceae) Sabicea henningsiana Büttner[7]

- La abreviatura «Henn.» se emplea para indicar a Paul Christoph Hennings como autoridad en la descripción y clasificación científica de los vegetales.[8]